# Миняйло, Александр Афанасьевич
Миняйло Александр Афанасьевич (13 сентября 1900, Екатеринослав — 25 февраля 1975, Кривой Рог, Днепропетровская область) — советский горный управляющий и конструктор. Лауреат Сталинской премии (1948).

## Биография
Родился 13 сентября 1900 года в городе Екатеринослав.
В 1922—1928 годах работал на шахтах Донбасса. В 1930 году окончил Днепропетровский горный институт.
В 1928—1941 годах — начальник механических мастерских, главный механик треста «Октябрьруда» (Кривой Рог).
В 1941—1944 годах — в эвакуации на Урале, главный механик треста «Уралруда».
В 1944 году вернулся в Кривой Рог. В 1944—1967 годах — главный механик трестов «Дзержинскруда», затем «Кривбассруда». Возглавлял механическую службу Кривбасса, руководил разработками горной техники.
Умер 25 февраля 1975 года в городе Кривой Рог.

## Награды
- Орден Ленина;
- Орден Трудового Красного Знамени;
- Орден «Знак Почёта»;
- Сталинская премия 3-й степени (1948) — за выдающиеся изобретения и коренные усовершенствования методов производственной работы;
- Знак «Шахтёрская слава» 3-й степени.